# Parascotia
Parascotia és un gènere de lepidòpters ditrisis de la subfamília Boletobiinae i la família Erebidae. És membre de la tribu Boletobiini.

## Taxonomia
El gènere havia estat anteriorment classificat dins la subfamília Calpinae de la família Noctuidae.
- Parascotia detersa Staudinger, 1891
- Parascotia fuliginaria Linnaeus, 1761
- Parascotia lorai Agenjo, 1967
- Parascotia nisseni Turati, 1905